# Campoletis striatipes
Campoletis striatipes är en stekelart som först beskrevs av William Harris Ashmead 1901.  Campoletis striatipes ingår i släktet Campoletis och familjen brokparasitsteklar. Inga underarter finns listade.